# Wanhu (köpinghuvudort i Kina, Jiangxi Sheng, lat 29,24, long 116,51)
Wanhu är en köpinghuvudort i Kina. Den ligger i provinsen Jiangxi, i den sydöstra delen av landet, omkring 87 kilometer nordost om provinshuvudstaden Nanchang. Antalet invånare är 26 607. Befolkningen består av 13 216 kvinnor och 13 391 män. Barn under 15 år utgör 25,0 %, vuxna 15-64 år 67 %, och äldre över 65 år 6,0 %.
Runt Wanhu är det ganska tätbefolkat, med 248 invånare per kvadratkilometer. Närmaste större samhälle är Youdunjie, 19,0 km nordost om Wanhu. 
Genomsnittlig årsnederbörd är 2 232 millimeter. Den regnigaste månaden är juni, med i genomsnitt 350 mm nederbörd, och den torraste är oktober, med 55 mm nederbörd.